# Jarmarki szampańskie

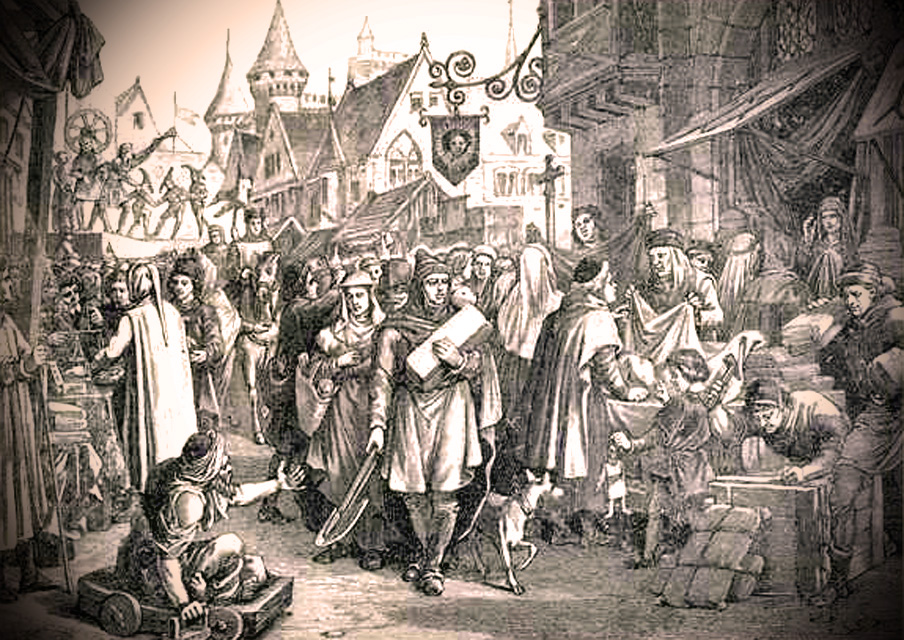
Jarmark szampański na grawiurze z XIX w.

Jarmarki szampańskie – jarmarki organizowane w Szampanii, średniowieczne centrum handlu europejskiego, łączące północne i południowe ośrodki handlowe.
Jarmarki szampańskie rozwinęły się w 2 poł. XII w. Były organizowane pod egidą księcia. Odbywały się dwa razy do roku w czterech miejscowościach: Troyes, Provins, Bar-sur-Aube i Lagny. Każdy trwał po 49 dni. Ich znaczenie przede wszystkim wynikało z położenia geograficznego – powstały na skrzyżowaniu szlaków handlowych z Flandrii do Włoch, niedaleko Paryża i z łatwym dostępem do doliny Mozy i Mozeli. Do ich znaczenia przyczyniła się również opieka, jaką otaczali je hrabiowie Szampanii. Handlowano na nich korzeniami, angielską wełną, suknem, barwnikami do sukna, hiszpańskimi wyrobami ze skóry, niemieckimi futrami, winem i dziesiątkami innych towarów. Pierwszego dnia przyjmowano towar, w ostatnim regulowano rachunki. Przyczyniły się – za sprawą przedsiębiorców włoskich – do rozwoju instytucji kredytowych z uwagi na stosowanie weksli kredytowych. Jarmarki znacznie podupadły z końcem XIII w. wraz z rozwojem komunikacji morskiej między Europą Północną a krajami śródziemnomorskimi. Po wojnie stuletniej, gdy spadło znaczenie Szampanii, centrum handlu europejskiego przeniesiono do Brugii.